# Leflore County
Leflore County är ett administrativt område i delstaten Mississippi, USA, med 32 316 invånare. Den administrativa huvudorten (county seat) är Greenwood. 

## Geografi
Enligt United States Census Bureau har countyt en total area på 1 570 km². 1 534 km² av den arean är land och 36 km² är vatten.

### Angränsande countyn
- Tallahatchie County - nord
- Grenada County - nordost
- Carroll County - öst
- Holmes County - sydost
- Humphreys County - sydväst
- Sunflower County - väst

### Städer och samhällen
- Cities
  - Greenwood
  - Itta Bena

- Towns
  - Morgan City
  - Schlater
  - Sidon
- Område
  - Money